# Sessue Hayakawa
Sessue Hayakawa (jap. 早川 雪洲 Hayakawa Sesshū; ur. 10 czerwca 1889 w wiosce Nanaura (ob. prefektura Chiba), zm. 23 listopada 1973 w Tokio) − japoński aktor filmowy i teatralny, nominowany do Oscara za drugoplanową rolę pułkownika Saitō w dramacie wojennym Most na rzece Kwai (1957).
(Uwaga: Jego prawdziwe imię brzmiało Kintarō; Sessue i Sesshū to wersje pseudonimu scenicznego)

## Wybrana filmografia
- 1915: Oszustka jako Hishuru Tori
- 1919: The Dragon Painter jako Tatsu, malarz smoka
- 1937: Córka samurajów jako Iwao Yamato
- 1949: Tokyo Joe jako baron Kimura
- 1957: Most na rzece Kwai jako pułkownik Saito
- 1959: Zielone domostwa jako Runi